# Jonesite
La jonesite è un minerale.